# Warpaint (Album)
Warpaint ist das siebte Studioalbum der amerikanischen Rockband The Black Crowes. Es erschien Anfang März 2008, knapp sieben Jahre nach seinem Vorgänger Lions.

## Entstehungsgeschichte
Nach der vorübergehenden Trennung der Band (Hiatus) von Ende 2001 bis 2005 spielten die wieder vereinten Black Crowes von März 2005 bis Ende 2007 zahlreiche Konzerte, auf denen sie Lieder ihrer früheren Alben und verschiedene Coversongs spielten. Als Leadgitarrist war von 2006 bis Ende 2007 Paul Stacey in der Band. Er war bereits Mitglied von Chris Robinsons Band New Earth Mud und musste im August 2006 kurzfristig Marc Ford ersetzen. Bei Warpaint wirkte er als Produzent, zudem spielte er auf dem Titel Whoa Mule die zwölfsaitige Gitarre.
Die Aufnahmen zu Warpaint fanden im Juli 2007 in den Allaire Studios in Shokan im Bundesstaat New York statt. Bei den Sessions wurde die Band durch den Gitarristen Luther Dickinson unterstützt. Dickinson ist außerdem Mitglied der North Mississippi Allstars und gehörte nach der Veröffentlichung von Warpaint auch zu den Black Crowes. Der Keyboarder Adam MacDougall war ebenfalls an den Aufnahmen beteiligt und spielte am 3. August 2007 sein erstes Konzert mit der Band. Er ersetzte Rob Clores, der 2006 für den langjährigen Keyboarder Eddie Hawrysch eingesprungen war. Auf den weiteren Konzerten 2007 wurden die unveröffentlichten neuen Titel noch nicht präsentiert. Sie erhielten ihre Live-Premiere erst nach der Veröffentlichung des Albums.
Warpaint ist die erste Veröffentlichung auf dem von der Band gegründeten Label Silver Arrow.

## Titelliste
Wenn nicht anders vermerkt, alle Stücke von Chris Robinson und Rich Robinson.
1. Goodbye Daughters of the Revolution – 5:03
2. Walk Believer Walk – 4:39
3. Oh Josephine – 6:38
4. Evergreen – 4:20
5. Wee Who See the Deep – 4:50
6. Locust Street – 4:14
7. Movin’ On Down the Line – 5:42
8. Wounded Bird – 4:23
9. God’s Got It (Rev. Charlie Jackson) – 3:22
10. There’s Gold in Them Hills – 4:47
11. Whoa Mule – 5:45

Bei der Aufnahmesession zum Album wurden außerdem noch die Stücke Here Comes Daylight, Movin' On, Ready For Rain, Natural Born Turn It On, Share My Blanket und das Joe-South-Cover Hole In Your Soul festgehalten. Hiervon wurden Hole In Your Soul und/oder Here Comes Daylight als Bonustracks auf der japanischen Edition des Albums, bei iTunes, als auch bei der Limited Edition der Vinyl-LP verwendet.

## Personal

### Band
- Chris Robinson: Gesang, Mundharmonika, Percussion
- Rich Robinson: Gitarre
- Luther Dickinson: Gitarre, Mandoline auf „Locust Street“
- Steve Gorman: Schlagzeug
- Adam MacDougall: Keyboards
- Sven Pipien: Bass

### Zusätzliche Musiker
- Paul Stacey: Zwölfsaitige Gitarre auf Whoa Mule

## Single-Auskopplungen
Goodbye Daughters of the Revolution wurde am 22. Januar 2008 vorab als Single veröffentlicht.

## Rezeption
- Stephen Thomas Erlewine schreibt auf Allmusic.com: „What the Black Crowes have done here is what true journeymen do: they don't renounce their past, they build upon it, finding hidden depths within it, shaping tradition after their own image to make it sound fresh. They're old-fashioned, but in the best sense: they're in it for the long haul, which the superb Warpaint proves beyond a shadow of a doubt.“ (Die Black Crowes geben sich als wahre Wandergesellen: Sie verleugnen nicht ihre Vergangenheit, sondern bauen auf ihr auf, finden versteckte Tiefen und formen die Tradition nach ihrem eigenen Bild um sie frisch klingen zu lassen. Sie sind altmodisch, aber im besten Sinne: Sie gehen auf die Langstrecke, was das superbe Warpaint zweifelsfrei beweist.)[8]
- Alan Light schrieb auf Rollingstone.com: „The Black Crowes have fallen out, broken up and been written off as washed-up. … They've now been around as long as some of their own idols were when the Robinsons first started. But with Warpaint, for the first time in a longtime, the Black Crowes seem like a band with a future.“[9]
- Andrew Mueller schrieb auf Uncut.co.uk: „Seven years is a long time, to be sure – but not, it seems, long enough for The Black Crowes to get around to significantly expanding their palette of influences. … At their best, though, Black Crowes are still ringing fabulously true, a continuing and useful reproach against the temptations of obscurantism and irony.“[10]
- Christian Schlage schrieb auf intro.de: „Die Unstimmigkeiten des Brüderpaars scheinen also vorerst beigelegt, die reformierte Band (hinzugekommen sind Gitarrist Luther Dickinson und Keyboarder Adam MacDougall) trägt den Sound – wie zu ihren besten Zeiten eine dreckige Mischung aus Rock, Blues, Country – mit sehr viel Seele vor. Mit Warpaint erfinden sich die alten Krähen natürlich weder neu, noch erweitern sie jenen Sound, der zu ihrem Markenzeichen geworden ist. Die Band ist einfach ganz sie selbst – und genau das macht das neue Album stark.“[11]